# Chapelle Saint-Thual
 (août 2016).
La chapelle Saint-Thual est située à Ploemeur dans le Morbihan en France.

## Historique
La chapelle Saint-Thual est la plus ancienne des six chapelles subsistantes de Ploemeur, sur les trente que comptait la commune avant la Révolution française. Située dans le village de Kerdroual, sa construction remonte à la première moitié du XVe siècle à la demande de la famille de Cameru (1426-1537), seigneurs de Guidel, qui possédait un manoir à la même époque dans le village.
Au cours des siècles, elle fut la propriété de nombreuses familles seigneuriales :
- XVIe siècle : Propriété des seigneurs du Ter et de la famille Le Gouvello
- XVIIe siècle : Propriété de Jean-Baptiste Léziard
- XXe siècle : Propriété de la famille de Vitton

Au XVIIe siècle, la chapelle est mise au service de la paroisse Saint-Pierre de Ploemeur en tant que chapelle de secours. Dans les années 1650, on y dénombre une dizaine de mariages.
Désaffectée à la Révolution française, la chapelle sera plus ou moins abandonnée par la suite. Propriété de la famille de Vitton entre 1932 et 1995, en même temps que le château du Ter situé à proximité, elle sera léguée à la commune en décembre 1995. Dans un état de ruines, elle sera sauvée par l'Association des amis de la Chapelle Saint-Tual en Ploemeur (créée en 1996) dont le but est de restaurer et de faire vivre la chapelle ainsi que ses dépendances (terrain, calvaires et fontaines). Une charpente imitant celles réalisées à la fin du Moyen Âge est installée en 1999, puis des vitraux réalisés par Yves Geeraërts et Steven Legrand en 2003.

## Architecture
La chapelle Saint-Tual est d'une très grande simplicité architecturale, composée d'un vaisseau unique à simple nef, sans bas-côtés ni transept. L'appareillage est réalisé en granit. D'abord restaurée au niveau de la charpente par les Compagnons du Devoir, elle sera embellie de vitraux dans sa fenêtre trilobée et son fenestron, réalisés par Geeraërts et Legrand. Sur la façade, une statue au-dessus de la porte d'entrée figure un personnage portant la date 1786.

## Mobilier
- Statue en plâtre polychrome de saint Tugdual, XIXe siècle
- Statue en bois de chêne de saint Tugdual (en breton Sant Tudwal) par Ivo Stefan, 1996
- Statue en bois de chêne de sainte Ninnoc (en breton Santez Ninnok) par Ivo Stefan, 1996
- Bénitier et crédence en granit, XVe siècle
- Bases de statues figurant les armes de la famille de Cameru et la coquille du pèlerin, XVe siècle
- Statue en bois de chêne polychrome de saint Maudez, XXIe siècle
- Vitrail de la maîtresse-vitre par Geeraërts et Legrand, 2003
- Vitrail du fenestron par Geeraërts et Legrand, 2003 (présence d'un petit vitrail du XVIe siècle représentant une couronne seigneuriale)

## Pardon
Saint Tugdual, moine d'origine britannique ayant fondé le monastère de Lann Treger et évangélisé la Bretagne du nord, est l'un des sept saints du Tro Breizh. On trouve une partie de ses reliques dans la cathédrale de Tréguier, dans une chasse en bronze. Il est vénéré le 30 novembre.
Saint Thual (ou Tugdual) protègerait le bétail des maladies. Le pardon de saint Thual à Ploemeur a lieu le troisième dimanche de septembre. On plonge les malades dans l'eau de la fontaine proche de la chapelle pour guérir les maladies des yeux, des oreilles, l'eczéma et la coqueluche.

## Patrimoine autour de la chapelle
- Calvaire de Kerdoual : construction ancienne non datée surmontée d'une croix en granit réalisée par Christian Lantin en 1999
- Ferme de Kerdroual : XVIIIe siècle, architecture caractéristique de la longère bretonne
- Château du Ter : XVIIIe siècle, actuel collège privé